# Bukkake
Bukake (japanski: ブッカケ) seksualna je praksa tijekom koje više muškaraca ejakulira na jednu ženu. Zahvaljujući razvoju pornografske industrije u svijetu termin se sve šire rabi kako bi obuhvatio više osoba muškog ili ženskog spola te ejakulaciju na bilo koji dio tijela (ne samo na lice) ili u različite vrste otvora, a u cilju kasnije konzumacije tj. gutanja.

## Etimologija
Bukake je poznati oblik japanskog glagola bukkakeru (打っ掛ける – "prskati vodom") i doslovno znači "pljuskati". Složeni glagol može biti raščlanjen u dva glagola: butsu (ぶつ) i kakeru (掛ける). Butsu u doslovnom prijevodu znači "udariti", ali pri ovakvoj uporabi izgleda da predstavlja intenzivni prefiks kao u butamageru (ぶったまげる – "potpuno zapanjen") ili butčigiri (ぶっちぎり – "uvjerljiva pobjeda"). Kakeru u ovom kontekstu znači "tuširati" ili "puniti". Riječ bukake često se koristi u japanskom jeziku da bi se opisalo naglo lijevanje vode koje dovodi do prskanja ili prolijevanja. Također, bukake se u Japanu koristi da bi se opisala posuda kojom se umak polijeva preko knedli, kao što su bukake-udon i bukake-soba.
Značajan faktor u razvoju "bukake" kao pornografske forme vjerojatno leži u obveznoj cenzuri genitalija u Japanu. Kako redatelji nisu bili u prilici prikazati penetraciju, tražili su alternativne načine prikazivanja seksa, bez kršenja japanskih zakona. Sperma nije podlijegala obveznoj cenzuri pa je ta rupa u zakonu omogućila snimanje žestokih seksualnih scena.

## Povijest
Prema jednoj teoriji bukake vodi porijeklo iz drevnog Japana u kojem su nevjerne žene bile izvrgnute javnom poniženju tako što bi bile vezane i svaki čovjek iz grada bi ejakulirao po njima. Međutim, ne postoje povijesni dokazi za ovakav običaj, a sumnja se da je čitavu priču izmislio jedan od dizajnera internetskih stranica za odrasle.
Prvi zabilježeni i javno prikazani primjer bukake u japanskoj pornografiji bio je film Poruka maskote (jap. マスカットノート) u kojem je glavnu ulogu igrala Aiko Matsuoka, a koji je prikazan u prosincu 1986., iako je ovaj čin prije filma bio poznat jednostavno kao nihongo (jap. 顔射) ili "facijalna ejakulacija". Ipak, popularizacija novog izraza za ovaj seksualni akt pripisuje se redatelju filma Kazuhiko Macumotu.

## Sociološki aspekt
Neki feministi opisali su bukkake kao fetiš kulturu izvan seksa. Drugi su opisali bukkake kao simbol grupnog silovanja čiji je jedini cilj ponižavanje i degradacija žene koje se tretiraju kao objekti i da je upotreba ejakulacije dio ponižavajućeg rituala koji uglavnom ne podrazumijeva da neki od ženskih aktera pri tom dožive orgazam.

## Vanjske poveznice
- Milton Diamond, Ayako Uchiyama. "Pornography, Rape and Sex Crimes in Japan", International Journal of Law and Psychiatry 22(1): 1–22. 1999.
- Dictionary of Japan Sex